# Stanisław Witowski-Iskrzyniak
Stanisław Tadeusz Witowski-Iskrzyniak (ur. 2 lipca 1909 w Iskrzyni, zm. 26 maja 2008) – polski artysta malarz, związany z Podkarpaciem.

## Życiorys
W 1928 ukończył Państwowym Gimnazjum im. Mikołaja Kopernika w Krośnie. Wzorem dla jego pierwszych obrazów było malarstwo Stanisława Bergmana (słynnego malarza krośnieńskiego), ucznia Jana Matejki. Być może do malarstwa zachęcił go inny malarz krośnieński Bronisław Probulski, który w okresie I wojny światowej wynajął pokój w domu pp. Witowskich przy ul. Augusta Lewakowskiego.
W 1937 ukończył studia w Akademii Sztuk Pięknych w Krakowie.
Studiował w pracowniach Ignacego Pieńkowskiego, Władysława Jarockiego i Stanisława Kamockiego. Wśród wykładowców byli inni sławni malarze Wojciech Weiss, Józef Mehoffer, Fryderyk Pautsch oraz rzeźbiarze Xawery Dunikowski i Konstanty Laszczka. Stanisław Witowski zetknął się też w roku 1929 z ruchem Rogate Serce Stanisława Szukalskiego, za co musiał odpokutować przerwą w studiach, na które jednak powrócił. Równolegle z nim studiowali w Krakowie znani później malarze – Alojzy Siwecki, Marian Konarski, Stanisław Kochanek, Franciszek Frączek oraz rzeźbiarze: Wincenty Bałys, który wyrzeźbił jego gipsową głowę i Mieczysław Bogaczyk – ojciec chrzestny córki Jolanty.
Po II wojnie światowej zamieszkał w Jaśle – mieście rodzinnym jego żony Marii Runickiej. Miał zwyczaj obdarowywać lekarzy z Jasła obrazami z kwiatami za leczenie jego dzieci. Stanisław Witowski ma troje dzieci: Marię (urodzoną na wysiedleniu w Binarowej), Jolantę i Rafała.
Stanisław Witowski pracował też w innych zawodach. W latach 1950–1959 był redaktorem „Nowin Rzeszowskich”. Pracował jako nauczyciel rysunku i historii w Szkole Handlowej w Jaśle w czasie II wojny światowej i później w Szkole Tkackiej w Krośnie, Liceum Ogólnokształcącym i Technikum Chemicznym w Jaśle.
Zdał też egzamin mistrzowski z fotografii i prowadził zakład fotograficzny w Jaśle w latach 1948–1950 oraz 1960–1962. Później produkował chałupniczo widokówki dla zakładów Foto-Pam.
Przydomek Iskrzyniak przyjął w latach 50. dla odróżnienia od innego Stanisława Witowskiego z Jasła – malarza amatora.
W 1978 podczas akcji urbanizacji wojewódzkiego Krosna został zburzony rodzinny dom przy ul. Lewakowskiego 17. Mieszkający tam brat Adam otrzymał niskie odszkodowanie, prawdopodobnie zniszczeniu uległa gipsowa głowa Stanisława Witowskiego. Kilka lat wcześniej Witowski przewiózł do Jasła swoją wielką drewnianą sztalugę, do której później syn Rafał dorobił kółka. W 1993 cała rodzina Witowskich przeprowadziła się do odzyskanego domu rodzinnego Marii Witowskiej (z domu Runickiej). W 2003 żona Maria po długiej chorobie zmarła.

## Twórczość
W roku 1926 jako uczeń Gimnazjum im. Mikołaja Kopernika w Krośnie namalował obraz Św. Teresa dla Kościoła Farnego w Krośnie.
W okresie studiów namalował dużo obrazów znanych obywateli Krosna: Czesława Lorensa, swojego nauczyciela rysunków – malarza Bronisława Probulskiego, rodziny Szafrańskich (ostatni portret później w r. 1989), p.Strzelbickiej i innych. Kilka obrazów z tego okresu znajduje się w Muzeum Podkarpackim w Krośnie. Namalował też pejzaże na warsztatach nad Morzem Bałtyckim (Sosna), w Tatrach (Widok na Giewont i Pejzaż z Harendy) i w Tatarowie nad Prutem na Pokuciu (Grusza na Pokuciu).
Malował też podczas studiów akty (W ramach nauki budowy ludzkiego ciała), które m.in. ze względu na działania wojenne zaginęły.
Przedwojenny obraz Szkoła w Iskrzyni odnalazł się po latach i został zakupiony przez kolekcjonera o tym samym nazwisku.
Witowski wykonał też jeden drzeworyt z Kościołem w Haczowie, którego odbitkami obdarowywał znajomych w Jaśle, a także posła „Solidarność” z 1989 – Pawła Chrupka z Haczowa.
W Muzeum Regionalnym w Jaśle znajduje się kilka jego obrazów:
- portrety: doktora Stanisława Kadyiego, jego małżonki Janiny i obraz z ruinami zamku w Odrzykoniu – podarowane wraz z domem przez właściciela obrazów
- obrazy: Ruiny Jasła, Pejzaż naftowy z dymem, Major Hubal i Portret Seweryna Bieszczada – wykonane na zamówienie Muzeum oraz odkupione przez Muzeum wcześniej namalowane obrazy Pejzaż z Harendy, Kościół w Haczowie i Portret p.Strzelbickiej z Krosna.

Dla księdza ze Święcan zamieszkałego w Brazylii namalował pejzaż z kościołem w Święcanach. Drugie ujęcie tego kościoła zakupiło Muzeum Regionalne w Jaśle. Witowski namalował też kilka pejzaży naftowych dla Instytutu Naftowego w Krakowie; jeden z nich podobno był darem Instytutu dla ówczesnego wicepremiera Piotra Jaroszewicza.
W mieszkaniach dzieci artysty znajdują się portrety rodzinne: trzy portrety żony, portrety córek Marii i Jolanty oraz syna Rafała, krajobrazy rolnicze z Jasienicy, obrazy z kwiatami.
Obraz Serce Jezusa został podarowany Kościołowi Farnemu w Jaśle.
W Jaśle, w rękach prywatnych znajdują się portrety: adwokatów: Zygmunta du Vall (dziadka prof. Michała du Vall) i p. Golenia, doktor n.med. Doroty Gawlik-Feldo w wieku dziewczęcym, inż. Kazimierza Polaka.
Po wystawie w 1995 namalował obrazy: Jezu Ufam Tobie i bł. Karolinę Kózkównę na zamówienie pensjonariuszek Domu Spokojnej Starości we Foluszu dla Kościoła w Brzezowej.
Zmarł po długiej i ciężkiej chorobie 26 maja 2008 r. w Jaśle.

## Wystawy
- 1938 w Szkole Tkackiej w Krośnie
- 1945 wspólna wystawa ze Stanisławem Kochankiem[3] w Krośnie
- 1994 wspólna wystawa z innymi plastykami z Jasła w Muzeum Regionalnym w Jaśle
- 1995 wystawa malarstwa w Muzeum Regionalnym w Jaśle. Skatalogowano ponad 100 obrazów. Dużo obrazów zaginęło w czasie II wojny światowej.
- 1998 wystawa w Muzeum Regionalnym w Jaśle
- 2011 wystawa w Muzeum Regionalnym w Jaśle